# 佐伯昌長
佐伯 昌長（さえき まさなが、生没年不詳）は、平安時代後期の神職（陰陽師）。筑前国住吉神社神主佐伯昌助の弟。住吉昌長とも。通称は小太夫。

## 人物
治承3年(1179年)、兄昌助の伊豆国への配流に同行した。後に源頼朝に近侍し、1180年8月6日、頼朝は昌長と藤原邦通を呼んで占わせ挙兵の日を決めた。頼朝が山木兼隆を襲撃する際に随行し、昌長は天曹地府祭（六道冥官祭。陰陽道の祭祀）、永江頼隆は千度祓を以って戦勝祈願した。石橋山の戦いで敗戦後は伊豆山に避難した北条政子に随行した。